# سیندیکیت (ایندیانا)
سیندیکیت (به انگلیسی: Syndicate) یک منطقهٔ مسکونی در ایالات متحده آمریکا است که در شهرستان ورمیلیون، ایندیانا واقع شده‌است. سیندیکیت ۱۸۷ متر بالاتر از سطح دریا قرار دارد.